# Apatophysis baeckmanniana
Apatophysis baeckmanniana là một loài bọ cánh cứng trong họ Cerambycidae.